# Anfo

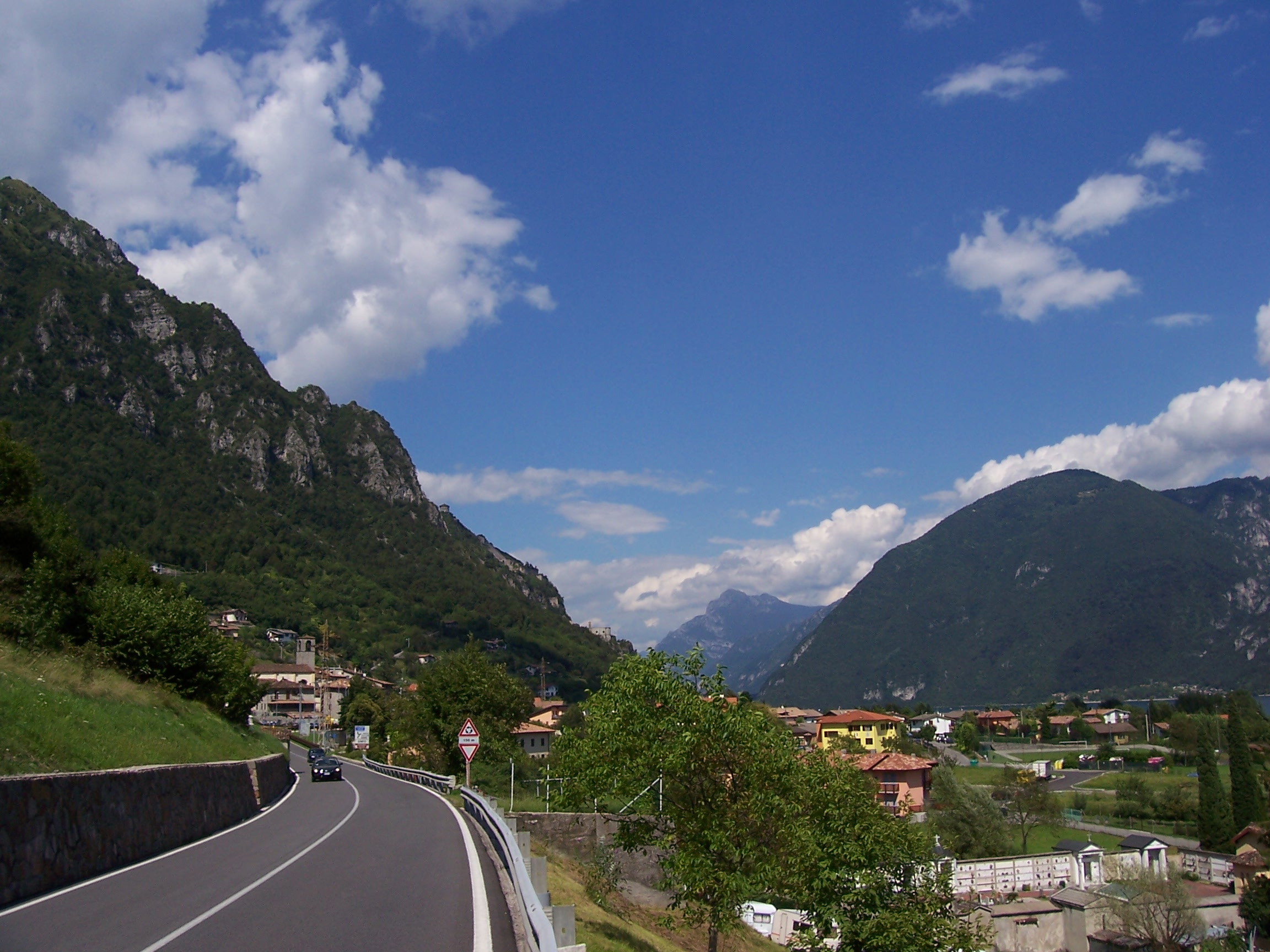
Blick auf Anfo von der Provinzstraße aus

Anfo ist eine italienische Gemeinde (comune) mit 438 Einwohnern (Stand 31. Dezember 2023) im Val Sabbia der Provinz Brescia in der Lombardei. Die Gemeinde gehört zur Comunità Montana della Valle Sabbia und liegt etwa 32,5 Kilometer nordnordöstlich von Brescia am Idrosee, auf dem Schwemmkegel des Torrente Re.

## Verkehr
Durch die Gemeinde entlang des Westufers des Idrosees führt die frühere Strada Statale 237 del Caffaro (heute die Provinzstraße SPBS 237) von Brescia nach Calavino.

## Persönlichkeiten
- Irene Stefani (1891–1930), katholische Missionarin (Kenia), wurde während des Pontifikats Franziskus’ am 23. Mai 2015 seliggesprochen.